# Civitella in Val di Chiana
Civitella in Val di Chiana är en ort och kommun i provinsen Arezzo i regionen Toscana i Italien. Kommunen hade 9 003 invånare (2018).